# False Claims Act

US-Präsident Abraham Lincoln im Jahr 1863, unter dessen Präsidentschaft der Kongress der Vereinigten Staaten am 2. März 1863 den False Claims Act beschloss, um damit wirksam gegen massive Betrügereien von Armeelieferanten während des Amerikanischen Bürgerkriegs vorgehen zu können.

Der False Claims Act (sinngemäß: Gesetz gegen unberechtigte Ansprüche), 31 United States Code §§ 3729–3733, auch Lincoln Law genannt, ist im engeren Sinne ein amerikanisches Bundesgesetz, nach dem Personen und Organisationen haftbar gemacht werden und zu Schadensersatz mittels zivilrechtlicher Strafzahlungen verpflichtet sind, sofern sie durch Betrug und andere kriminelle Machenschaften zu Lasten der US-Regierung unberechtigte Ansprüche realisieren konnten. 
Das Besondere des Gesetzes ist die zusätzliche Ermutigung von Informanten, solche Machenschaften und Betrügereien durch eine gerichtliche Klage aufzudecken, indem das Gesetz den Hinweisgebern einen Teil, üblicherweise zwischen 15 und 25 Prozent, der durch ihre Hinweise erlangten Schadenszahlungen an den Staat als Belohnung zuspricht.
Der Hinweisgeber, englisch Whistleblower, der als Relator, so der juristische Fachbegriff, die Klage meist mit Hilfe spezialisierter Anwaltskanzleien gegen einen oder mehreren Schädiger der Regierung erhebt, handelt damit zu Gunsten der Regierung und wegen der Belohnung auch seiner selbst. Solche Belohnungen für Aufdecker von Fehlverhalten durch Anzeigen oder Klageerhebung kennt sowohl das römische wie das alte angelsächsische und schließlich das amerikanische Recht. 
Relator ist nach einer Rechtsformel aus dem englischen Mittelalter qui tam pro domino rege quam pro se ipso in hac parte sequitur, (dt.: derjenige, der in dieser Sache für den Herrn König wie auch für sich selbst klagt). Einschlägige Gesetze, Rechtsbräuche und die Klageform werden nach dieser Formel auch kurz als qui tam bezeichnet. Näheres siehe im deutschen Artikel Qui tam und vor allem im sehr ausführlichen englischsprachigen Artikel dazu.
Die aktuelle Qui tam-Regelung lautet im Gesetz: A person may bring a civil action for a violation of section 3729 for the person and for the United States Government.
Das Justizministerium kann der Klage beitreten. Entscheidet sich das Ministerium dafür, der Klage nicht beizutreten, der Relator erreicht aber trotzdem einen Erfolg, so werden ihm sogar zwischen 25 und 30 Prozent der erlangten Schadensersatzzahlung zugesprochen.

## Geschichte
Der False Claims Act wurde in seiner ursprünglichen Form während des Amerikanischen Bürgerkriegs unter Präsident Abraham Lincoln am 2. März 1863 vom Kongress beschlossen, daher auch der oft gebrauchte Namen Lincoln Law. Die verbreitete Behauptung, Lincoln selbst habe das Gesetz initiiert, gilt mittlerweile allerdings als widerlegt. Ziel der Initiative war die Unterbindung betrügerischer Machenschaften skrupelloser Händler, die schlechte Gewehre und Munition, kranke Packpferde, verdorbene Lebensmittel etc. an die Armee der Union lieferten. Das Gesetz wurde 1943 bis zur Unbrauchbarkeit entschärft, aber seit 1986 wieder verschärft und ist seither ein machtvolles Instrument zur Unterbindung von Betrügereien gegen die Regierung.

## Die finanzielle Dimension des False Claim Act seit der Reform 1986
Seit der großen Reform der Regelung 1986, genauer in der Zeit vom 1. Oktober 1987 bis zum 30. September 2015, beruhten von den 48.370.504.253 Dollar, die das Justizministerium der Vereinigten Staaten von kriminellen Schädigern eintreiben konnte, 33.230.410.007 Dollar auf Qui tam-Klagen. Von den 33 Milliarden Dollar, die mit Hilfe von Hinweisgebern eingetrieben werden konnten, wurden 5.328.756.494 Dollar an die Relatoren als Belohnung ausgeschüttet. Die Regierung konnte in dieser Zeit 4.734 Fälle aus eigenen Ermittlungen vor Gericht bringen, 10.593 Fälle wurden von Relatoren anhängig gemacht. 31.074.452.032 Dollar wurden bei Klagen von Relatoren erzielt, bei denen die Regierung auf Seiten des Relators der Klage beitrat oder diese sonst unterstützte und von ihr mit 4,7 Milliarden Dollar belohnt. 2.155.957.974 Dollar wurden bei Verfahren von Relatoren erzielt, bei denen die Klage von der Regierung nicht unterstützt wurde, aber wegen des Erfolges mit 538 Millionen Dollar belohnt.

## Bundesstaaten
Entsprechende Gesetze haben auch folgende US-Bundesstaaten erlassen: 
Kalifornien, Colorado, Connecticut, Delaware, District of Columbia, Florida, Georgia, Hawaii, Illinois, Indiana, Iowa, Louisiana, Maryland, Massachusetts, Michigan, Minnesota, Montana, Nevada, New Hampshire, New Jersey, New Mexico, New York, North Carolina, Oklahoma, Rhode Island, Tennessee, Texas, Virginia, Wisconsin, Washington

### Kommentar
- Claire M. Sylvia: The False Claims Act: Fraud Against The Government, 2d, Verlag Thomson West

### Aufsätze
- Elletta Sangrey Callahan, Terry Morehead Dworkin: Do good and get rich: Financial incentives for whistleblowing and the False Claims Act. Vill. L. Rev. 37 (1992): 273.
- David J. Ryan: False Claims Act: An Old Weapon with New Firepower Is Aimed at Health Care Fraud, The. Annals Health L. 4 (1995): 127.
- Patricia Meador, Elizabeth S. Warren: False Claims Act: A Civil War Relic Evolves into a Modern Weapon, The. Tenn. L. Rev. 65 (1997): 455.
- J. Randy Beck: False Claims Act and the English Eradication of Qui Tam Legislation, The. NCL Rev. 78 (1999): 539.

### Die Paragrafen des 31 United States Code §§ 3729–3733 bei uscode.house.gov
- § 3729 False claims
- § 3730 Civil actions for false claims
- § 3731 False claims procedure
- § 3732 False claims jurisdiction
- § 3733 Civil investigative demands

Informationsseiten
- Webseite des Inspector General des U.S. Department of Health and Human Services, die über State False Claims Act Reviews informiert.; abgerufen am 7. April 2016
- Phillips & Cohen LLP: False Claims Act History; abgerufen am 7. April 2016
- Seite False Claims Act Overview des Taxpayers Against Fraud Educational Fund; abgerufen am 7. April 2016